# Аль-Джинн
Аль-Джинн (араб. الجن — Джинны) — семьдесят вторая сура Корана. Сура мекканская.  Состоит из 28 аятов.

## Содержание
В этой суре сообщается о том, что джинны подслушав, как пророк читает Коран, ответили на его призыв уверовать. И джинны рассказали о том, что делали нечестивцы и благочестивые из них, и о том, что прежде они сидели на небе, чтобы подслушивать, но сейчас они изгнаны с неба. Потом в суре рассказывается о тех, которые идут прямым путём, придерживаясь ислама, и о тех, которые отказались от него, и указывается, что все мечети принадлежат Аллаху.
Далее речь идет о призыве посланника к вере в Аллаха и поклонению ему, а также о том, что джинны окружают его толпами (чтобы слушать Коран); и указывается на то, что посланник не может делать и что может.

 Скажи: «Мне было открыто, что несколько джиннов послушали чтение Корана и сказали: “Воистину, мы слышали удивительный Коран. ۝ Он наставляет на прямой путь, и мы уверовали в него и не будем приобщать сотоварищей к нашему Господу. ۝ Величие (или богатство) нашего Господа превысокое, и Он не взял Себе ни супруги, ни сына. ۝ Глупец среди нас (Иблис) наговаривал на Аллаха чрезмерное. ۝ Мы же думали, что ни люди, ни джинны не станут говорить об Аллахе ложь. ۝ Мужи из числа людей искали покровительства мужей из числа джиннов, но они только увеличивали в них страх (или беззаконие). ۝ Они думали так же, как и вы, что Аллах никого не воскресит. ۝ Мы достигли неба, но обнаружили, что оно заполнено суровыми стражами и пылающими огнями. ۝ Прежде мы садились там на седалищах, чтобы подслушивать. Но тот, кто подслушает сейчас, обнаружит, что его подстерегает пылающий огонь. ۝ Мы не знаем, зло ли задумано для тех, кто на земле, или Господь пожелал направить их на прямой путь. ۝ Среди нас есть праведные и те, которые ниже этого. Мы были разрозненными группами. ۝ Мы знали, что не спасёмся от Аллаха на земле и не спасёмся от Него бегством. ۝ Когда же мы услышали верное руководство, то уверовали в него. А тот, кто верует в своего Господа, не должен бояться ни обиды, ни притеснения. ۝ Среди нас есть мусульмане и уклонившиеся. Те, которые стали мусульманами, последовали прямым путём. ۝ Уклонившиеся же будут дровами для Геенны”». 
—  72:1—15 (Кулиев)